# Rezerwat przyrody Brzyska Wola
Rezerwat przyrody Brzyska Wola – rezerwat leśny położony na terenie powiatu leżajskiego, w gminie Kuryłówka. Znajduje się w granicach Kuryłowskiego Obszaru Chronionego Krajobrazu.
Rezerwat powołany został w 1997 roku w celu zachowania ze względów dydaktycznych i naukowych fragmentu lasu o charakterze dawnej Puszczy Sandomierskiej. Obszar chroniony znajduje się około 2,5 km na zachód od miejscowości Brzyska Wola. Powierzchnia rezerwatu wynosiła według aktu powołującego 154,93 ha, najnowsze zarządzenie dotyczące rezerwatu (z roku 2017) podaje wielkość 155,06 ha. Rezerwat posiada otulinę o powierzchni 269,87 ha.
Drzewostan rezerwatu tworzy przede wszystkim zespół grądu subkontynentalnego i kontynentalnego boru mieszanego, którym towarzyszą sosnowe bory świeże i wilgotne. W runie lasu występuje szereg chronionych gatunków roślin naczyniowych: widłak goździsty, wawrzynek wilczełyko, śnieżyczka przebiśnieg, lilia złotogłów i podkolan biały.
Teren rezerwatu został udostępniony do zwiedzania szlakami pieszymi na drogach leśnych oraz jako miejsce zbioru grzybów oraz żołędzi w drzewostanach nasiennych.